# 新電電
新電電（しんでんでん）とは、1985年の日本の通信自由化を受けて、国（日本電信電話公社(NTT)、略して電電公社、NTT株式会社となった）が独占していて開放された分野に新規参入した、旧第一種電気通信事業者の総称。
主に、自由化初期に参入し、国内及び国際中継電話サービスを手がけた
国内系
- 第二電電（DDI）（のちのKDDI）
- 日本テレコム（のちのソフトバンクテレコム→ソフトバンク）
- 日本高速通信（のちのKDD→KDDI）

国際系
- 日本国際通信（ITJ）（日本テレコムと合併→ソフトバンクテレコム→ソフトバンク）
- 国際デジタル通信（IDC）（ケーブル・アンド・ワイヤレスIDC→日本テレコムIDC→日本テレコム→ソフトバンクテレコム→ソフトバンク）

の5社を指したが、これに加え、同時期に法人が設立された電力系通信事業者各社を含める場合も多い。
また1998年に第一種電気通信事業者の免許を取得したワールドコム・ジャパン（現ベライゾンジャパン）を皮切りとした外資系の電気通信事業者や、JCOMをはじめとするケーブルテレビ事業者・USENなどを含む、NTT系以外の固定系電気通信事業者全般を指す言葉として使用する場合もある。
一方で日本移動通信（のちのKDDI）や東京デジタルホン（のちのJ-PHONE→ボーダフォン日本法人→ソフトバンクモバイル→ソフトバンク）、DDIポケット（→ウィルコム→ワイモバイル→ソフトバンク）などの携帯電話・PHS各社は含まれないことが多い。
なお、英称でNCC（New Common Carrier）とも言うが、最も安い電話会社を自動的に選択する装置である「NCC-BOX」（後のLCR）の名称に使われている程度で、実際にはほとんど使われておらず、英語話者相手に「New Common Carrier」と言ってもまず通用しない。これは「新電電」という概念が日本特有のものであるためである（他の先進国では通信事業が早い時期から自由化されているのが一般的であるため、自由化後の新規参入事業者を特に区別する必要性がない）。